# Ianuarie 2019
Acest articol este generat integral pe baza informațiilor din articolul 2019 și este actualizat periodic de un robot.
 Editările făcute în articol vor fi șterse la următoarea actualizare! Dacă doriți să faceți modificări, editați articolul-sursă.

ianuarie -
februarie -
martie -
aprilie -
mai -
iunie -
iulie -
august -
septembrie -
octombrie -
noiembrie -
decembrie
Ianuarie 2019 a fost prima lună a anului și a început într-o zi de marți.

## Evenimente
- 1 ianuarie: România a preluat președinția semestrială a Consiliului Uniunii Europene de la Austria.
- 1 ianuarie: În România intră în vigoare legea prin care care se interzice comercializarea pungilor din plastic cu mâner.[1]
- 1 ianuarie: Sonda New Horizons aparținând NASA a survolat cel mai îndepărtat obiect ceresc studiat vreodată de om. New Horizons a trecut la doar 3.500 de kilometri de Ultima Thule, un obiect aflat în Centura Kuiper, la aproximativ 6,4 miliarde kilometri de Terra.
- 1 ianuarie: Jair Bolsonaro, un politician de extremă-dreapta, preia oficial funcția de președinte al Braziliei, el succedând conservatorului Michel Temer ca cel de-al 38-lea președinte al țării.[2]
- 3 ianuarie: Sonda spațială chineză Chang'e 4 a devenit prima care a efectuat cu succes o aselenizare realizată pe fața nevăzută a Lunii.
- 6 ianuarie: Regele malaezian Muhammad al V-lea a abdicat, aceasta fiind prima oară când un monarh al acestei țări renunță înainte de încheierea mandatului de cinci ani.[3]
- 10 ianuarie: La Ateneul Român a avut loc ceremonia oficială de lansare a președinției române a Consiliului Uniunii Europene, prin vizita președintelui Consiliului European Donald Tusk, președintelui Comisiei Europene, Jean-Claude Juncker, și a Colegiului comisarilor. Discursul în limba română ținut de Donald Tusk a impresionat mai multă lume.[4][5][6]

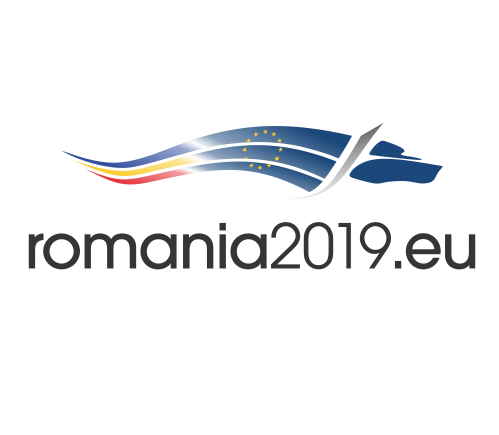
1 ianuarie: România a preluat președinția semestrială a Consiliului Uniunii Europene

- 11 ianuarie: Parlamentarii macedoneni au acceptat redenumirea țării lor din Republica Macedonia în "Republica Macedonia de Nord", un vot cu o majoritate de două treimi (39 de parlamentari din opoziție au boicotat votul). În schimb, Grecia, s-a angajat să renunțe la vetoul ei împotriva aderării Macedoniei la NATO, și a negocierilor de aderare la Uniunea Europeană.[7]
- 12 ianuarie: În capitală și în alte orașe din Franța, inclusiv în Bourges, Caen, Nîmes și Toulouse, există din nou ciocniri între mișcarea "vestelor galbene" și poliție. La nivel național, potrivit Ministerului de Interne, în rândul protestatarilor au participat circa 84.000 de persoane, din care 8000 de persoane la Paris. În plus, 244 de persoane au fost arestate.[8]
- 15 ianuarie: Parlamentul britanic a respins acordul privind Brexit-ul negociat de premierul conservator Theresa May cu Uniunea Europeană. 432 de parlamentari au votat împotriva textului, iar 202 s-au exprimat pentru, acesta fiind cea mai dură înfrângere parlamentară pentru un guvern din istoria recentă a Marii Britanii.[9][10]
- 20 ianuarie: Cel puțin 60.000 de greci au protestat în Piața Syntagma, în fața clădirii Parlamentului față de acordul cu Macedonia prin care fosta republică iugoslavă urmează să își schimbe numele în Macedonia de Nord. Demonstrația, care a fost în mare parte realizată de naționaliști, a condus la revolte și la folosirea gazului lacrimogen de către forțele de securitate. 10 polițiști și doi protestatari au fost răniți.[11]
- 22 ianuarie: Cancelarul german Angela Merkel și președintele francez Emmanuel Macron au semnat la Aachen, Germania, un nou tratat bilateral de prietenie, la 56 de ani de la semnarea Tratatului de la Elysee. Tratatul prevede o strânsă coordonare în politica europeană, o politică externă și de securitate comună puternică, o cooperare militară mai puternică și o zonă economică, cu norme comune.[12]
- 22 ianuarie: Comisia Europeană a amendat MasterCard cu 570.566.000 de euro pentru "creșterea artificială a costurilor de plată cu cardul, în detrimentul consumatorilor și comercianților din UE".[13]
- 23 ianuarie: La Caracas, capitala Venezuelei, sute de mii de oameni demonstrează pe străzile din țară împotriva președintelui Nicolás Maduro (PSUV). Liderul opoziției, Juan Guaido, președinte al parlamentului s-a autoproclamat președinte interimar al țării. Statele Unite și Organizația Statelor Americane (OAS) l-au recunoscut pe Guaidó ca președinte interimar. Președintele Nicolás Maduro a ordonat personalului diplomatic al SUA să părăsească țara în termen de 72 de ore.[14]
- 24 ianuarie: Ministrul Apărării din Venezuela a declarat, în prezența mai multor generali de rang înalt, ca răspuns la președintele autoproclamat interimar Juan Guaidó că forțele armate nu acceptă un președinte „care este impus în umbra unor interese obscure, nici autoproclamat în marja legii. Recunoaștem pe comandantul nostru șef Nicolás Maduro ca președinte legitim".
- 25 ianuarie: Parlamentul Greciei a ratificat acordul cu Skopje în favoarea numelui Republica Macedonia de Nord. Din totalul de 300 de deputați în Parlament, 153 au votat în favoarea acordului, 146 împotrivă și o abținere.[15]
- 30 ianuarie: Ministrul Sănătății, Sorina Pintea, a anunțat că în România "s-a constatat epidemie de gripă".[16] Numărul deceselor cauzate de gripă a ajuns la 56.[17]

## Decese
- 1 ianuarie: Iuri Arțutanov, 89 ani, inginer rus (n. 1929)
- 1 ianuarie: Teodor Dima, 79 ani, filosof și logician român (n. 1939)
- 1 ianuarie: Lazăr Lădariu, 79 ani, politician român (n. 1939)
- 2 ianuarie: Nicolae Szoboszlay, 93 ani, fotbalist român (portar), (n. 1925)
- 3 ianuarie: Nicolae-Marian Iorga, 72 ani, senator român (n. 1946)
- 5 ianuarie: Emil Brumaru, 80 ani, poet român (n. 1938)
- 5 ianuarie: Eugeniu Iordăchescu, 89 ani, inginer constructor român (n. 1929)
- 7 ianuarie: Moshe Arens, 93 ani, inginer, diplomat și om politic de centru-dreapta din Israel, de etnie lituaniano-americană (n. 1925)
- 7 ianuarie: Iftene Pop, 81 ani, deputat român (1996-2000), (n. 1937)
- 8 ianuarie: Cornel Trăilescu, 92 ani, dirijor și compozitor român (n. 1926)
- 9 ianuarie: Verna Bloom (Verna Frances Bloom), 80 ani, actriță americană de film (n. 1938)
- 9 ianuarie: Ildikó Jarcsek-Zamfirescu, 74 ani, actriță română de film și teatru (n. 1944)
- 9 ianuarie: Iulian Văcărel, 90 ani, economist român (n. 1928)
- 11 ianuarie: Michael Atiyah, 89 ani, matematician britanic cu rădăcini libaneze, unul dintre cei mai importanți ai secolului XX (n. 1929)
- 12 ianuarie: Etsuko Ichihara, 82 ani, actriță de film, japoneză (n. 1936)
- 13 ianuarie: Phil Masinga (Philemon Raul Masinga), 49 ani, fotbalist sud-african (atacant), (n. 1969)
- 14 ianuarie: Paweł Adamovicz, 53 ani, politician polonez (n. 1965)
- 16 ianuarie: Amalia Kahana-Carmon, 93 ani, scriitoare israeliană  (n. 1926)
- 16 ianuarie: Virgil Mândâcanu, 82 ani, profesor universitar din Republica Moldova (n. 1936)
- 16 ianuarie: Mirjam Pressler, 78 ani, scriitoare și traducătoare germană (n. 1940)
- 17 ianuarie: Emil Dumitrescu, 84 ani, amiral român (n. 1935)
- 18 ianuarie: Lena Farugia, 67 ani, actriță, scenaristă, regizoare și producătoare sud-africană de origine americană (n. 1951)
- 21 ianuarie: Henri, Conte de Paris, Duce de Franța (n. Henri Philippe Pierre Marie Prince d'Orléans), 85 ani, pretendent orléanist la tronul Franței (n. 1933)
- 21 ianuarie: Emiliano Sala (Emiliano Raúl Sala Taffarel), 28 ani, fotbalist argentinian (atacant), (n. 1990)
- 22 ianuarie: Leon Baconsky, 90 ani, critic și istoric literar și traducător român (n. 1928)
- 22 ianuarie: James Frawley, 82 ani, actor și regizor american (n. 1936)
- 26 ianuarie: Michel Legrand, 86 ani, compozitor, aranjor, dirijor și pianist francez de etnie armeană (n. 1932)
- 27 ianuarie: Yvonne Clark, 89 ani, ingineră americană (n. 1929)
- 27 ianuarie: Yvonne Young Clark, inginer mecanic (n. 1929)
- 29 ianuarie: Yaron Ezrahi, 78 ani, filosof și politolog israelian (n. 1940)
- 30 ianuarie: George Ostafi, 57 ani, artist plastic român (n. 1961)